# Belastungssteuerung
Belastungssteuerung im sportlichen Training beinhaltet Maßnahmen zur Kontrolle der Trainingsbelastung mit sportmethodischen und sportmedizinischen Verfahren.

## Belastungssteuerung im Sport
Die Belastungssteuerung dient der Sicherung der Reizwirksamkeit der Trainingsbelastung im Sinne einer geplanten Leistungsentwicklung. Bei der Belastungssteuerung wird auf die Übereinstimmung von methodisch vorgegebener Belastung und möglicher Belastbarkeit geachtet. Die Belastungssteuerung ist ein wesentlicher Bestandteil der  Trainingssteuerung. Einflussfaktoren sind Alter, Geschlecht, Konstitution, Fähigkeiten, Fertigkeiten,  Psyche und Motivation.

## Methoden
Wesentliche methodische Kontrollgrößen bei der Belastungssteuerung sind Umfang, Intensität und Technik der Bewegungsausführung.
Sportmedizinisch erfolgt die Belastungssteuerung durch Einsatz von Herzfrequenz-, Laktat-, Harnstoff-, Kreatinkinase- und anderen Bestimmungen. Stützendes Element in der Belastungssteuerung ist die Funktions- und Leistungsdiagnostik im Labor.